# Базавлукская Сечь

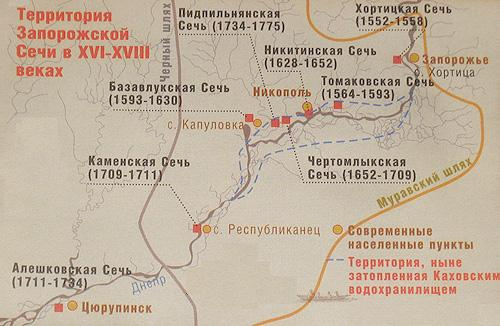
Местонахождение Запорожской Сечи в разные периоды её истории.

Базавлукская (Базавлуцкая) Сечь (укр. Базавлуцька Січ) — административный и войсковой центр запорожского казачества (черкас) в 1593—1638 годах.

## История
Базавлукская Сечь располагалась на острове Базавлук, где в Днепр впадали три реки — Базавлук, Подпольна и Скарбна, образуя Базавлукский лиман. Сам остров имел треугольную форму со сторонами примерно по 2 км. и находился между нынешними сёлами Грушевка и Покровское, напротив современной дамбы. Остров и местность вновь открылась после спуска воды в водохранилище в июле 2023 г.
Местность около Сечи была покрыта лесом, поросла высокой травой и тростником, пересекалось множеством рек, лиманов и озер, что затрудняло действия татарской конницы, а турецкие галеры легко задерживались казаками в лабиринтах речек и проток. Сечь укреплялась валом, частоколом и башнями с установленными на них пушками. В центре Базавлукской Сечи размещалась площадь. Около площади стояли церковь, дом кошевого, казацкие курени и пушкарня. Первоначально стены куреней сплетали из лозы и накрывали от дождя конскими шкурами.
Отсюда начинали свои морские и сухопутные походы знаменитые гетьманы запорожцев, в том числе под руководством Петра Сагайдачного и Михаила Дорошенко, Ивана Сулимы.
Здесь сформировались отряды, ставшие ядром казацких восстаний под руководством Северина Наливайко (1594—1596), Марка Жмайло (1625), Тараса Федоровича (Трясило) (1630), Ивана Сулимы (1635), Павла Павлюка, Карпа Скыдана, Дмитрия Гуни, Якова Острянина (1637—1638).
После разгрома казацко-крестьянских восстаний 1637—1638 годов Базавлукская Сечь по указу польского короля была срыта. Новую сечь построили в том месте где сейчас находится старая часть города Никополя, в районе перевоза через последние пороги Днепра на Никитином Роге.